# Ossis et Wessis

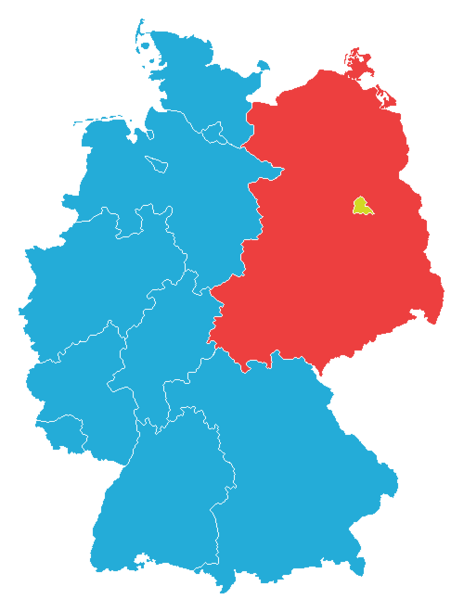
Provinces d'Allemagne, 1957.

Wessi est une expression utilisée dans le langage courant qui, selon le Duden (dictionnaire de la langue allemande), indique une personne provenant de la RFA d'avant la réunification allemande; les Allemands de l'Ouest (Westdeutscher). Le contre-mot correspondant est Ossi souvent utilisé pour désigner les personnes provenant de l'ancienne Allemagne de l'Est, et des nouvelles provinces (neue Bundesländer) intégrées à la RFA.

## Explications des notions
Déjà plusieurs décennies avant la réunification allemande, la notion d'Allemand de l'Ouest (Wessi) était utilisée à Berlin-Ouest plutôt pour humilier les « provinciaux » de l'Allemagne de l'Ouest, en particulier pour ceux qui s'établissaient à Berlin ou visitaient la ville. De plus, les habitants de Berlin-Ouest appelaient le reste de la République fédérale de cette époque-là, également l'Allemagne de l'Ouest ce qui semble être partiellement encore le cas aujourd'hui. La notion a ensuite été utilisée de façon péjorative.
Lors du tournant des années 1989 et 1990, la notion d'Allemand de l'Ouest a changé de signification pour englober tous les citoyens des vieilles provinces et de Berlin-Ouest. Aujourd'hui, elle conduit parfois à des malentendus car le concept a encore les deux significations. La contrepartie était de désigner les anciens citoyens de la RDA sous le nom d'Ossi. Simultanément, se sont développés des blagues sur Wessi et Ossi. Avant 1990, en RDA, les « citoyens de la RFA » étaient aussi appelés les Occidentaux. Hans Magnus Enzensberger utilisait les notions de Wessi et Ossi en 1987 dans le livre Ach Europa. Dans un chapitre de ce livre, Enzensberger décrit une Allemagne réunifiée fictive en 2006 dans laquelle Ossis et Wessis sont « ennemis mortels ».
La notion d'Allemand de l'Ouest (Wessi) était connotée de façon négative en partie dans certaines provinces, ce que laissait apparaître le terme « Besserwessi », néologisme reprochant aux Allemands de l'Ouest une tendance à la moquerie hautaine, ainsi qu'à la dévalorisation systématique de leurs nouveaux compatriotes issus de l'ex-RDA. À l'inverse, les associations avec le terme Ossi dans l'Allemagne de l'Ouest étaient également connotées de façon négative, comme le montre le terme Jammerossi, renvoyant à une prétendue tendance des citoyens issus de l'ex-RDA à se plaindre.
Le Frankfurter Allgemeine Zeitung a créé en 2009 le concept de « Super-Wessis » qui est utilisé comme synonyme pour les immigrants allemands pointilleux et relativement aisés du sud et de l'ouest de la république à Berlin.
Le terme Zoni, méprisant, désigne un citoyen de la RDA qui aurait déménagé dans l'Allemagne de l'Ouest après la réunification.
En outre, il y a aussi la notion de Wossi qui vient de la contraction de «Wessi» et «Ossi». Ceci  caractérise, dans les nouveaux Länder, un citoyen des provinces de l'Ouest, qui peut aussi être appelé à l'est « Bundi » , et qui signifie qu'il a pris racine après la réunification dans les provinces de l'Est.
La linguiste Doris Steffens de l'Institut de la langue allemande répertorie en 2014 les termes Wessi et Ossi comme un exemple des difficultés du processus d'unification. Leurs attributions négatives ont en grande partie perdu leur importance en 2014. En effet, ces notions dégradantes telles que « Jammerossi » ou encore « Super-Wessis » sont aujourd'hui beaucoup moins entendues que lors de la période qui suivit la chute du Mur.